# Избори за Скупштину Црне Горе 2001.
Избори за посланике у Скупштину Републике Црне Горе 2001. су одржани 22. априла 2001.
Након ових избора коалиција сакупљена око Мила Ђукановића није успјела да освоји довољан број мандата да би формирала владу, политичка криза и немогућност достизања договора је довела до понављања избора наредне године.

## Резултати
| Партија | Бр. гласова | %     | Мандати |
| --- | ----------- | ----- | ------- |
| Побједа је Црне Горе — Демократска коалиција — Мило Ђукановић - Демократска партија социјалиста Црне Горе - Социјалдемократска партија Црне Горе | 153.946     | 42,04 | 36      |
| Заједно за Југославију - Социјалистичка народна партија Црне Горе - Српска народна странка - Народна странка                                     | 148.513     | 40,56 | 33      |
| Либерални савез Црне Горе | 28.746      | 7,85  | 6       |
| Народна социјалистичка странка Црне Горе — др Момир Булатовић                                                                                    | 10.702      | 2,92  | 0       |
| Српска радикална странка др Војислав Шешељ | 4.275       | 1,17  | 0       |
| Демократска унија Албанаца | 4.232       | 1,16  | 1       |
| Бошњачко-муслиманска демократска коалиција (СДАЦГ, ИДУ и др.)                                                                                    | 4,046       | 1.11  | 0       |
| Демократски савез у Црној Гори | 3,570       | 0.98  | 1       |
| Комунистичке и радничке партије | 1,640       | 0.45  | 0       |
| Партија демократског просперитета | 1,572       | 0.43  | 0       |
| Странка девизних штедиша Црне Горе | 639         | 0.17  | 0       |
| Партија природног закона | 512         | 0.14  | 0       |
| ЛДП глас за Црну Гору | 354         | 0.1   | 0       |
| Народна слога Црне Горе | 268         | 0.07  | 0       |
| Странка заштите штедних улога | 199         | 0.05  | 0       |
| Југословенска левица у Црној Гори | 190         | 0.05  | 0       |
| Неважећи листићи | 2,748       | 0.75  | -       |
| Укупан одзив (81.79%) | 366,152     | 100   | 77      |